# Elbasan
Elbasan (albanski: Elbasan ili Elbasani) je grad u središnjoj Albaniji. 
Nalazi se na rijeci Shkumbin i sjedište je distrikta Elbasan. To je jedan od najvećih gradova u Albaniji, s populacijom od 78,703 stanovnika (iz 2011. godine) i površinom od 12,90 km².

## Povijest
Tijekom povijesti, Elbasan je bio pod kontrolom više različitih naroda, uključujući Turke, Srbe, Bugare, Austrijance i Talijane. Grad je ostao središte islama u Albaniji i nakon turske vlasti. Nakon što je na Kongresu u Bitoli 1908. godine latinica izabrana za pisani albanski jezik, muslimanski aktivisti su pod utjecajem mladoturaka, održali više demonstracija za arapsko pismo u Elbasanu.
Do početka Drugog svjetskog rata, Elbasan je sličio na tipičan osmanlijski grad u Albaniji, s mješavinom istočnih i srednjovjekovnih zgrada, uskih popločanih ulica i s veliki bazarom gdje se još uvijek mogao čuti turski jezik. Postojalo je kršćansko naselje unutar zidina tvrđave, vlaški distrikt u predgrađu i više džamija i islamskih zgrada. U to vrijeme je grad imao populaciju od oko 15,000 stanovnika.

## Kultura
Malo izvan grada postoji stari pravoslavni manastir gdje su moći sv. Vladimira, vladara Duklje, čuvane od 1381. do 1995. godine, kada su prebačene u sabornu crkvu u Tirani, sjedište Albanske pravoslavne Crkve.